# Сивко, Иван Михайлович

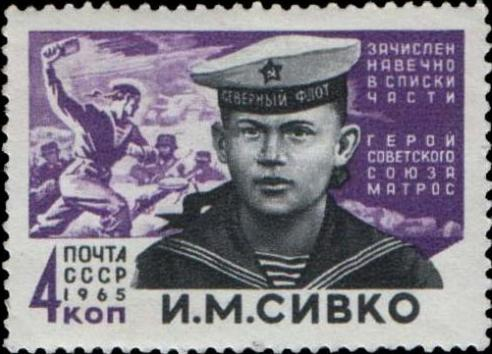
Марка почты СССР, 1965 год

Ива́н Миха́йлович Сивко́ (27 января 1921 — 2 августа 1941) — морской пехотинец, краснофлотец, стрелок 2-го добровольческого отряда моряков Северного флота.
В бою 2 августа 1941 года в районе реки Большая Западная Лица прикрывал отход подразделения. Вынес в безопасное место раненного командира, а сам в течение 2 часов продолжал вести бой, удерживая позицию. Последней гранатой подорвал себя и окруживших его вражеских солдат. Герой Советского Союза посмертно.

## Биография
Сивко Иван Михайлович родился в многодетной рабочей семье в слободе Николаевской (ныне город Николаевск Волгоградской области). Русский.
Его отец долгие годы служил на Балтийском флоте, тем самым передал сыну любовь к морю. Весной 1939 Сивко переехал в Мурманск, устроился матросом на рыболовный траулер РТ-57 «Смена», ловил рыбу в Баренцевом море. С осени 1940 служил в учебном отряде Северного флота на Соловецких островах.
В начале Великой Отечественной войны молодой краснофлотец подал рапорт командованию отряда: «Прошу направить меня на фронт, так как я хочу защищать свою любимую Родину до последней капли крови и до полного разгрома фашистской гадины…» Сивко направили во 2-й добровольческий отряд моряков-североморцев. В июле 1941 сложилась тяжёлая обстановка под Мурманском, немцы форсировали реку Большая Западная Лица. В срыве немецкого наступления существенную роль сыграл морской десант в губе Большая Западная Лица. В составе этого десанта воевал и Иван Сивко.
2 августа 1941 года отряд морской пехоты прикрывал основные силы десанта, выполнившего свою задачу. Одна из групп заграждения удерживала проход между высотами. Сивко сражался в стороне, отрезанный врагом от товарищей. Он оборонялся на сопке 2 часа. Когда кончились патроны, и немецкие солдаты окружили Ивана, надеясь взять его живым, он последней гранатой подорвал себя и противника.
В том бою Иван Михайлович Сивко уничтожил 26 врагов.
Иван Сивко похоронен в братской могиле в районе насосной станции западнее губы Андреева.

## Награды
- Указом Президиума Верховного Совета СССР от 17 января 1942 года ему присвоено звание Героя Советского Союза посмертно.
- Награждён орденом Ленина.

## Память
- Поэт Александр Жаров написал о краснофлотце-герое поэму «Богатырь».
- Приказом Министра обороны СССР от 1 сентября 1959 года Сивко навечно зачислен в списки учебного подразделения Северного флота. Его именем названы улицы в городах Мурманске, Североморске, Полярном, Николаевске, п. Соловецком, Полярных Зорях, Иркутске.
- В 1948 году в городе Североморске имя героя было присвоено средней школе № 1, имя Сивко Ивана Михайловича носит средняя школа № 2 в городе Николаевске Волгоградской области, в 1965 году Министерство связи СССР выпустило почтовую марку с изображением Сивко и его подвига, в 2007 году в Мурманске установлена мемориальная доска.
- Морской тральщик «Иван Сивко» в составе Северного флота в 1969—1992 годах.
- в 1976 году был построен большой автономный траулер проекта 1386 "Иван Сивко" с портом приписки Мурманск.
- В Полярном его именем названа одна из улиц. Ещё в 1949 году, на основании Протокола № 17 заседания исполкома Полярного городского Совета депутатов трудящихся от 14 июня «О переименовании улиц в городе Полярный в связи с 50-летием его основания», улица Пригорная была переименована и получила название «улица Сивко». А по прошествии многих лет на доме № 1 улицы Сивко в Полярном укреплена мемориальная доска с надписью «КРАСНОФЛОТЕЦ СИВКО ИВАН МИХАЙЛОВИЧ ПОГИБ В 1941 ГОДУ — ГЕРОЙ СОВЕТСКОГО СОЮЗА».Так же, именем героя названа улица в городе Североморске
- Именем героя назван буксир «Герой Иван Сивко», тип — Озерный, проект № Н-3180, судовладелец — ООО «Судоходная компания Морвенна».